# Паламарчук, Николай Петрович
Никола́й Петро́вич Паламарчу́к (укр. Микола Петрович Паламарчук; род. 25 апреля 1954, Новое Село, Хмельницкая область) — украинский политик. Народный депутат Верховной рады Украины VII и VIII созывов. Генерал-майор милиции (2001).

## Биография
Родился 25 апреля 1954 года в селе Новое Село Изяславского района Хмельницкой области. В родном селе окончил среднюю школу в 1970 году
С 1970 года по 1973 год являлся учеником фрезеровщика, токарем и водителем на Киевском механическом заводе. Затем, в течение двух лет служил в советской армии.
В 1975 году начал работать водителем на Бриловском АТП треста «Херсонводстрой».
В 1981 году окончил Новокаховский техникум гидромелиорации, механизации и электрификации сельского хозяйства по специальности «техник-механик». В 1982 году начал работать в органах внутренних дел. Вначале работал в качестве инспектора дорожно-патрульной службы отдельного дивизиона дорожно-патрульной службы УВД. С 1986 года по 1991 год являлся старшим госавтоинспектором отдела ГАИ Цюрупинского районного отдела внутренних дел.
В 1991 году окончил Украинскую юридическую академию по специальности «правоведение».
В 1991—1992 годах Паламарчук являлся заместителем начальника по работе с личным составом Цюрупинского райотдела внутренних дел УВД Херсонского областного исполнительного комитета. С 1992 года по 1993 год работал в Херсоне как старший оперуполномоченный по особо важным делам отдела по борьбе с организованной преступностью. В 1993 году был помощником начальника по оперативному прикрытию и работы с кадрами Управления по борьбе с организованной преступностью УВД. В апреле 1993 года стал начальником Цюрупинского райотдела УМВД в Херсонской области. С 1995 по 1998 год являлся начальником Управления государственной автоинспекции МВД в Херсонской области.
Участвовал в парламентских выборах 1998 года по округу № 186 (Херсонская область), однако занял 8 место с 2 % голосов. После чего на протяжении года работал в качестве первого заместителя начальника управления — начальника криминальной милиции области.
С 1999 по 2001 год руководил УМВД Украины в Полтавской области. В 2001 году Паламарчуку было присвоено звание генерал-майор милиции. В 2002 году окончил Херсонский государственный технический университет по специальности «экономика предприятий».
С июля 2001 года по февраля 2005 года возглавлял ГУ МВД Украины в Автономной Республике Крым. Параллельно с этим, с июля по октябрь 2001 года — заместитель Министра внутренних дел Украины, с октябрь 2001 года по сентябрь 2003 года — заместитель Государственного секретаря, а с сентября 2003 года по февраль 2005 года вновь заместитель Министра внутренних дел Украины. В 2005 году после Оранжевой революции уволился из МВД.

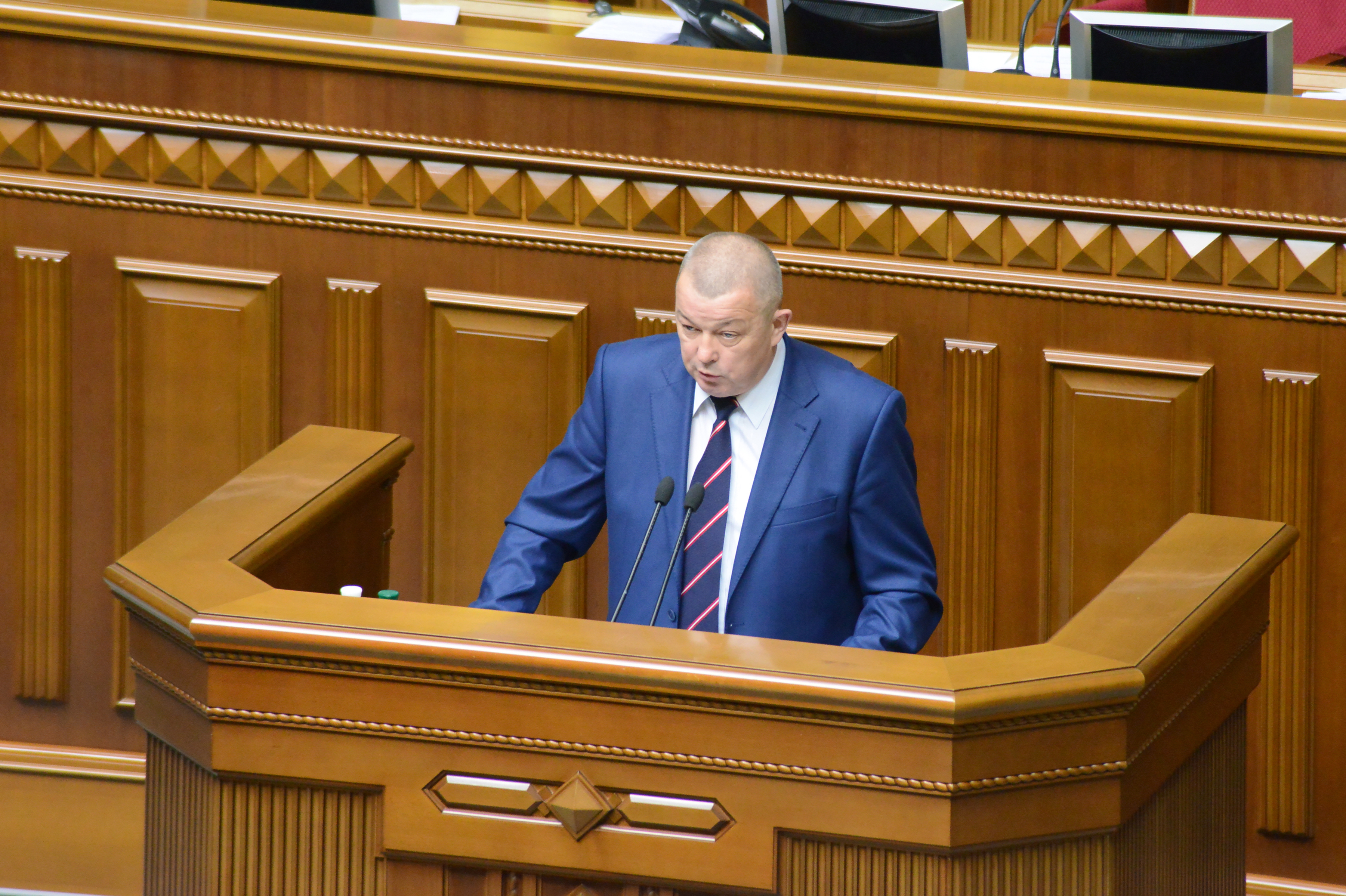
Во время выступления в Верховной раде (2015 год)

С 2004 года по 2006 год являлся депутатом Верховного Совета Автономной Республики Крым. На парламентских выборах 2006 года баллотировался по спискам Народного блока Литвина (№ 86 в списке), однако в парламент не прошёл. Являлся членом Народной партии. С 2008 по 2012 год был депутатом Киевского городского совета от партии УДАР.
На парламентских выборах 2012 года стал народным депутатом от партии УДАР (№ 14 в списке). Являлся заместителем председателя комитета по вопросам законодательного обеспечения правоохранительной деятельности. В 2014 году Государственный совет Республики Крым включил Паламарчука в список лиц пребывание которых на территории Республики Крым является нежелательным.
На досрочных парламентских выборах 2014 года стал депутатом от Блока Петра Порошенко (№ 36 в списке). В парламенте является первым заместителем председателя Комитета Верховной рады по вопросам законодательного обеспечения правоохранительной деятельности.
23 августа 2017 года Паламарчуку было присвоено специальное звание генерала полиции первого ранга в отставке.

## Футбольная карьера
В 1998 году играл за любительскую команду «Динамо» из Цюрупинска. С 2002 года по 2009 год Паламарчук являлся почётным президентом симферопольского клуба «ИгроСервис», а крымский главк оказывал помощь команде.
14 июня 2003 года Николай Паламарчук в возрасте 49 лет дебютировал в профессиональном футболе в качестве игрока в матче Второй лиги Украины против запорожского «Торпедо». Генерал вышел на поле на последние восемь минут игры, его команда одержала победу со счётом (4:1). В следующем сезоне Паламарчук сыграл в трёх матчах, проведя на поле в общей сложности 24 минуты. Сыграв в возрасте 50 лет, он стал самым возрастным футболистом в истории украинского футбола. Его рекорд был побит в 2018 году играющим президентом одесского «Реал Фарма» Николаем Лиховидовым, который вышел на поле в 52 года.

## Награды и звания
- Орден «За заслуги» I степени (27 июня 2018) — За значительный личный вклад в государственное строительство, социально-экономическое, научно-техническое, культурно-образовательное развитие Украины, весомые трудовые достижения и высокий профессионализм[18]
- Орден «За заслуги» II степени (30 ноября 2013) — За значительный личный вклад в социально-экономическое, научно-техническое, культурно-образовательное развитие Украинского государства, весомые трудовые достижения, многолетний добросовестный труд[19] (Паламарчук отказался от награды из-за избиения участников Евромайдана в ночь с 29 на 30 ноября 2014 года)[2][20].
- Орден «За заслуги» III степени (20 августа 1999) — За весомый личный вклад в укрепление законности и правопорядка, образцовое выполнение служебного долга и по случаю 8-й годовщины независимости Украины[21]
- Орден Данилы Галицкого (22 апреля 2004) — За весомый личный вклад в укрепление законности и правопорядка, защиту конституционных прав и свобод граждан, многолетний добросовестный труд в органах внутренних дел[22]
- Орденом Николая Чудотворца I степени (Фонд международных премий)[23]
- Заслуженный юрист Украины (17 декабря 2002) — За весомый личный вклад в дело укрепления законности и правопорядка, защиту конституционных прав и свобод граждан, образцовое выполнение служебного долга и по случаю профессионального праздника — Дня милиции[24]
- Почётная грамота Кабинета Министров Украины (9 декабря 2003) — За весомый личный вклад в укрепление законности и правопорядка, защиту интересов государства, прав и свобод граждан и по случаю Дня милиции[25]
- Почётная грамота Верховной рады Украины[26]
- Наградное оружие — пистолет «Форт-17»[27]
- Нагрудный знак «Крест Славы»[26]
- Знак «Закон и честь»[26]
- Лауреат премии «Рыцарь победы»[23]

## Личная жизнь
Жена — Лариса Генриховна, в девичестве Оксютич (1955). Дети — Дмитрий (1977) и Ирина (1982).
Владеет квартирой в Симферополе и дачей в Херсоне.